# Helloween (EP)
Helloween (auch Mini-LP genannt) ist die erste Veröffentlichung der deutschen Heavy-Metal-Band Helloween.

## Entstehungsgeschichte
1984 hat die Band zwei Lieder (das nicht wiederverwendete Oernst of Life und Metal Invaders, das für Walls of Jericho neu aufgenommen wurde) auf dem Sampler Death Metal veröffentlicht. Der Vertrag mit Noise International entstand aufgrund der großen Publikumsresonanz. Der Mini-LP folgte mit Walls of Jericho das erste komplette Album im selben Jahr.

## Titelliste
1. Starlight (Weikath/Hansen) – 5:17
2. Murderer (Hansen) – 4:26
3. Warrior (Hansen) – 4:00
4. Victim of Fate (Hansen) – 6:37
5. Cry for Freedom (Weikath/Hansen)  – 6:02

## Musikstil und Texte
Wie auch auf Walls of Jericho ist der melodische und schnelle Stil Helloweens bereits voll ausgeprägt. Der raue Gesang von Kai Hansen trug dazu bei, dass die Lieder noch wesentlich härter und weniger fröhlich klangen als auf den späteren Keeper-Alben.
Im Text zu Starlight werden Drogenmissbrauch und seine Folgen thematisiert. Für das Intro wurde ein Sample aus dem Film Halloween III verwendet. Dieser enthält u. a. das fiktive Werbelied Happy Happy Halloween, das stilistisch der Kindermusik nahesteht.
Murderer beschreibt die Geschichte einer Person, die im Affekt einen anderen Menschen umbringt und nun permanent auf der Flucht ist.
Warrior kritisiert den Missbrauch von Soldaten als „Kanonenfutter“.
Victim Of Fate ist aus der Sicht einer Person geschrieben, die in prekären Verhältnissen geboren wurde und nun selbst durch Gewalt den gesellschaftlichen Aufstieg schafft, dieses Leben aber innerlich verabscheut.
In Cry For Freedom wird zur Befreiung vom religiösen Glauben aufgerufen.

## Versionen
1986 erschien eine Picture Disc, die als „Surprise Track“ eine Coverversion von White Christmas enthielt. Auf dieser Wiederveröffentlichung ist das Stück Murderer in einer Remix-Version enthalten. Eine eigenständige CD-Veröffentlichung gab es nur in Japan; die EP wurde 1988 zusammen mit Walls of Jericho auf einer CD veröffentlicht. Die fünf Lieder wurden auch in die The Singles Box (1985–1992) aufgenommen. Das Cover dieser Box zeigt das Titelbild der EP in leicht vergrößerter Form, das Bandlogo wurde im Vergleich zur Mini-LP geändert.